# Philesturnus
Philesturnus är ett litet fågelsläkte i familjen vårtkråkor inom ordningen tättingar. Släktet omfattar endast två arter som förekommer i Nya Zeeland:
- Nordövårtkråka (P. rufusater)
- Sydövårtkråka (P. carunculatus)